# Igea
Igea es un municipio y villa de La Rioja (España) situado en la zona más al norte y más montañosa de la sierra de Alcarama, región de la Rioja Baja, en la comarca del Alhama-linares. 
Bañado por las aguas del río Linares, pertenece a la comarca del Alhama-Linares siendo esta la localidad predominante en la zona montañosa de La Rioja Baja.
El municipio es uno de los lugares más ricos del mundo en yacimientos paleotológicos, donde se encontró uno de los primeros restos óseos de Baryonyx.

## Historia

### Acerca de Igea
No es posible señalar una fecha cierta y concreta a cerca de la fundación de la villa de Igea, pero se asegura que existe desde antes de la invasión romana.
De ese tiempo se conservan vestigios, como el puente medieval (que los lugareños conocen como puente romano) sobre el río Linares. Más abundantes son los vestigios que dejaron los árabes: el sistema de regadíos, organizado a partir de una red de acequias, que toman las aguas del río Linares, cultivo intensivo del olivo, elaboración de ciertos productos agrícolas, como el aceite (a la entrada del pueblo hay un trujal) cultivo del lino, floreciente en épocas pasadas. También, ha de destacar en Igea igual que como se ve reflejado en el escudo, la miel y el ganado ovino.
Para la construcción de una de las acequias, hubo que hacer hasta tres túneles para atravesar un cerro, lo que, supondría un enorme esfuerzo para la tecnología de la Edad Media.
Al igual que Alfaro, Calahorra y otras muchas villas y pueblos de la comarca del Alhama-Linares, rendiría pleitesía el rey moro de los Banu Qasi de Tudela. Con la caída de Almanzor y la reconquista del antiguo ducado de Cantabria por el rey de León, Igea y los pueblos más orientales de La Rioja entraron a formar parte del Reino de Navarra, en pleno siglo X con capital en Nájera.
Se tiene constancia de que Igea, dependía de Cornago, esto debido a que ambas villas pertenecieron a los Condes de Luna, es por ello que hay un castillo en Cornago. También, va ligado con la etimología de que Igea se llamaba por aquel entonces, "Exea de Cornago". En el siglo XVI tenía 347 vecinos y en 1830 tenía 430 vecinos y 2178 almas.
Según el Diccionario geográfico - histórico de España que comprende La Rioja o toda la provincia de Logroño y algunos pueblos de la de Burgos de Ángel Casimiro de Govantes del año 1846 producía entonces trigo, cebada, avena, cáñamo, vino, aceite, frutas, miel, ganado lanar y cabrío, tejidos, sayales y bayetas. En el Diccionario geográfico - estadístico histórico de Pascual Madoz del año 1845, aparece Igea con el nombre de Igea de Cornago. El libro dice que la localidad tenía entonces 450 casas, una escuela de primeras letras con unos 100 alumnos que la frecuentaban. Recibía correo desde la administración de Cervera del rio Alhama. Producía trigo, vino aceite, legumbres, hortalizas y algunas frutas, ganado lanar y cabrío, así como que mantenía caza de perdices, conejos y liebres. Poseía una industria de sayales, 5 molinos de aceite y cuatro harineros impulsados por el agua excepto el del marqués de la Casa-Torre que es de sangre y se encuentra dentro del propio palacio del marqués. Se hacía entonces un mercado semanal todos los domingos.

### Actualidad
Igea aún conserva grandes lugares turísticos: el palacio, las vistas desde la peña de Santa Ana; negocios familiares como la venta de miel, en el pueblo que es bastante común; están los restos paleontológicos del tronco fósil, icnitas, etc.

## Etimología

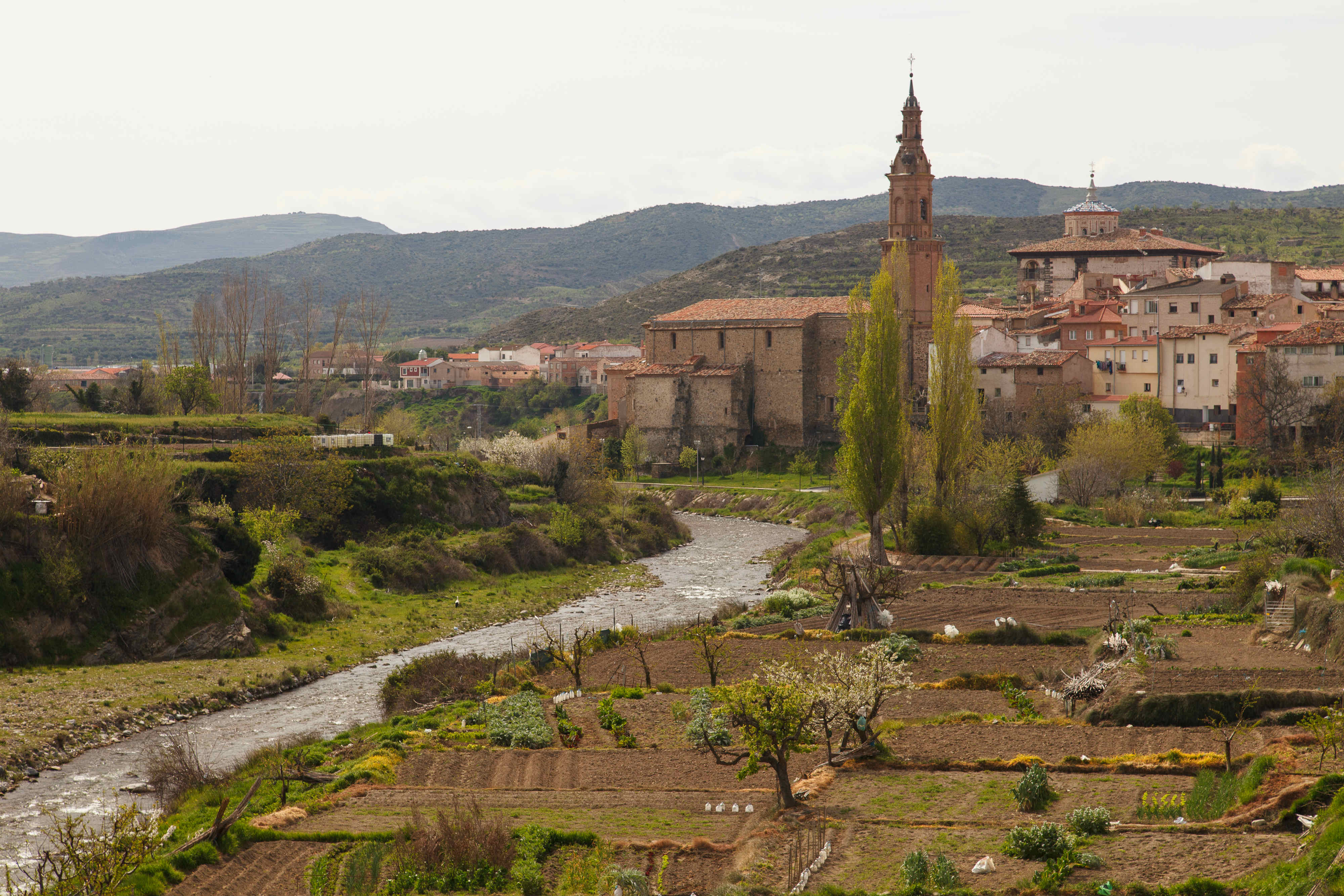
Paisaje de Igea desde el puente medieval

Pocos datos nos han dejado los historiadores del origen de esta población. Algunos filólogos se inclinan a pensar que la palabra «Igea» puede derivar de un topónimo vasco (como consecuencia de la presencia de los vascones en esta región, en época romana y quizás anterior), ETXEA que traducido al castellano sería «la casa».Parece ser que el nombre de la localidad Ejea de los Caballeros (provincia de Zaragoza) tiene el mismo origen. Existe una población en Italia con nombre homònimo Igea Marina pero no parece tener relación con los anteriormente citados. Se pueden rastrear vestigios eúscaros en la toponimia de Igea: la peña Mingalarre, o la palabra muga con el significado de frontera.
El pueblo recibió el nombre de «EXEA», con el que se conoció hasta mediados del siglo XVI. Con el tiempo el sonido que en castellano antiguo se representaba con X, y que representaba una sibilante, fue velarizándose hasta convertirse en el moderno J/G. 
Hacia 1550 se fue cambiando su ortografía y se comenzó a escribir «YXEA». Un siglo más tarde, ya aparece castellanizado: «YGEA» y a comienzos del siglo XVIII se escribe «IGEA» (a veces con H).

## Geografía humana

### Demografía
Cuenta con una población de 649 habitantes (INE 2024).
| Gráfica de evolución demográfica de Igea entre 1842 y 2021                                                            |
| |
| Población de derecho según los censos de población del INE. Población de hecho según los censos de población del INE. |

## Administración
| Periodo   | Nombre                             | Partido |
| --------- | ---------------------------------- | ------- |
| 1979-1983 | Jesús Sanz Jiménez                 | CD      |
| 1983-1987 | Jesús Sanz Jiménez                 | AP      |
| 1987-1991 | Jesús Sanz Jiménez                 | AP      |
| 1991-1995 | Jesús Sanz Jiménez                 | PP      |
| 1995-1999 | Jesús Sanz Jiménez                 | PP      |
| 1999-2003 | Juan Sáez-Benito Muñoz             | PP      |
| 2003-2007 | Juan Carlos Sáez de Guinoa Jiménez | PP      |
| 2007-2011 | Sergio Álvarez Martínez            | PP      |
| 2011-2015 | Sergio Álvarez Martínez            | PP      |
| 2015-2019 | Sergio Álvarez Martínez            | PP      |
| 2019-2023 | Sergio Álvarez Martínez            | PP      |
| 2023-act. | Sergio Álvarez Martínez            | PP      |

## Yacimientos de icnitas de Igea

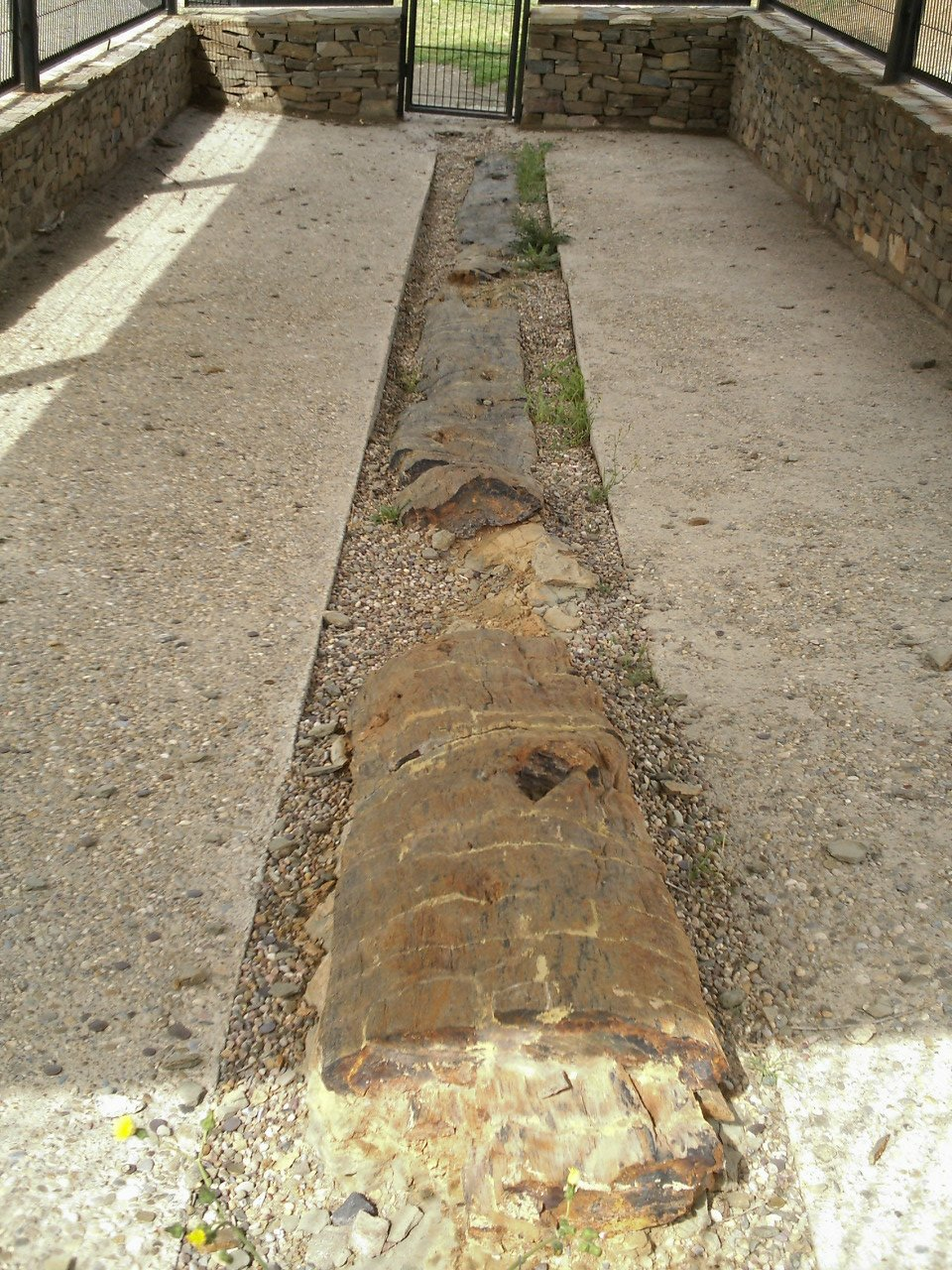
Árbol "Dadoxylon riojense" fosilizado de Igea.

Durante el periodo Cretácico inferior, formó parte de una llanura encharcada que se desecaba periódicamente, dejando atrás zonas fangosas en las que las huellas de dinosaurio quedaban marcadas a su paso. Con el tiempo éstas se secaban y cubrían con nuevos sedimentos cuyo peso prensaba las capas inferiores, haciéndolas solidificar en rocas con el paso de millones de años. La erosión ha ido desgastando las capas superiores, haciendo visibles muchas de estas formaciones rocosas, permitiendo observar las icnitas.

### La Era del Peladillo
En el municipio se encuentra el yacimiento de «La era del peladillo» y un árbol fósil. El primero, de acceso fácil, contiene 1766 huellas de dinosaurio; haciéndolo el primero de Europa y el tercero del mundo en cuanto a número de huellas. Fue encontrado en 1988 y excavado entre 1990 y 1996. Está dividido en 7 sectores en la ladera del monte. En el primer sector destaca una manada de herbívoros que andaban a dos patas y que tenían los dedos unidos por una membrana. Este tipo de icnitas no se había encontrado antes en ningún sitio, por lo que fueron bautizadas como Hadrosaurichnoides igeensis en honor de Igea. Posteriormente, aparecieron también en el yacimiento de «San Martín 1» de Santa Engracia del Jubera.
Desde el sector 2 hasta el 6 hay huellas de una manada de herbívoros cuadrúpedos en todas las direcciones y sentidos, además en el sector 2 hay huellas de carnívoros semi-plantígrados. En el sector 5 hay varios rastros de carnívoros, entre los que aparecen algunas huellas muy pequeñas, por lo que se piensa que era un grupo que cuidaba a sus crías. Una de estas huellas, de 9 cm, es la más pequeña de carnívoro encontrada en La Rioja. En el sector 6 hay un caos de pisadas de herbívoros que caminaban a cuatro patas que pisotearon el suelo levantando el barro, borrando casi todas las huellas que antes habían dejado otros dinosaurios herbívoros y carnívoros. En el sector 7 se distinguen huellas de carnívoros grandes y pequeños, además de un rastro de herbívoro cuadrúpedo.
El yacimiento de la Era del Peladillo, se puede decir que es el tercero del mundo en cuanto al número de huellas que contiene y en los estudios que se están haciendo en él, hasta ahora se ha encontrado:
- Una rastriada de un dinosaurio de andas plantígradas.
- Una huella de dinosaurio bípedo herbívoro nueva, que tiene membrana interdigital, a éste se le ha dado el nombre de la localidad,"Hadrosaurichnoide Igeensis".
- La huella de herbívoro bípedo más pequeña de La Rioja (de 8 cm de longitud).
- Una manada de dinosaurios herbívoros cuadrúpedos (Saurópodos).
- Una manada de dinosaurios herbívoros bípedos, que dejan las icnitas llamadas «Hadrosaurinoide».
- Un grupo de dinosaurios carnívoros bípedos, formado por 3 individuos y otro por 2 individuos (terópodos).
- Un grupo de dinosaurios carnívoros bípedos pequeños (coelurosaurios) que pasan por un canal.

Imágenes de la Era del Peladillo
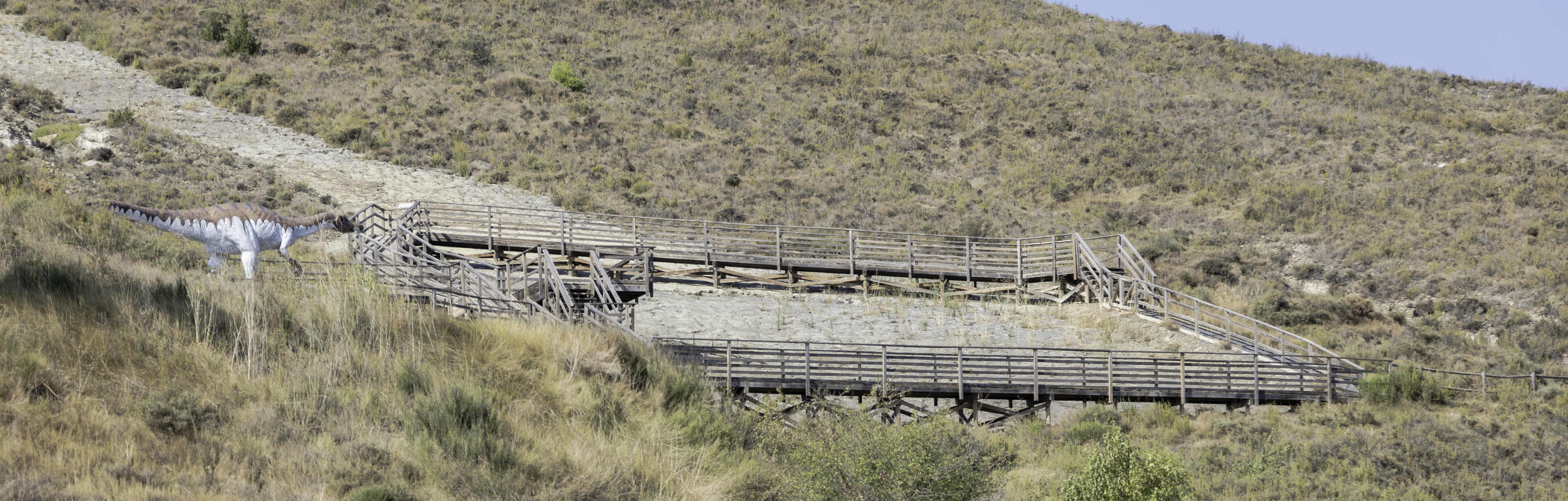
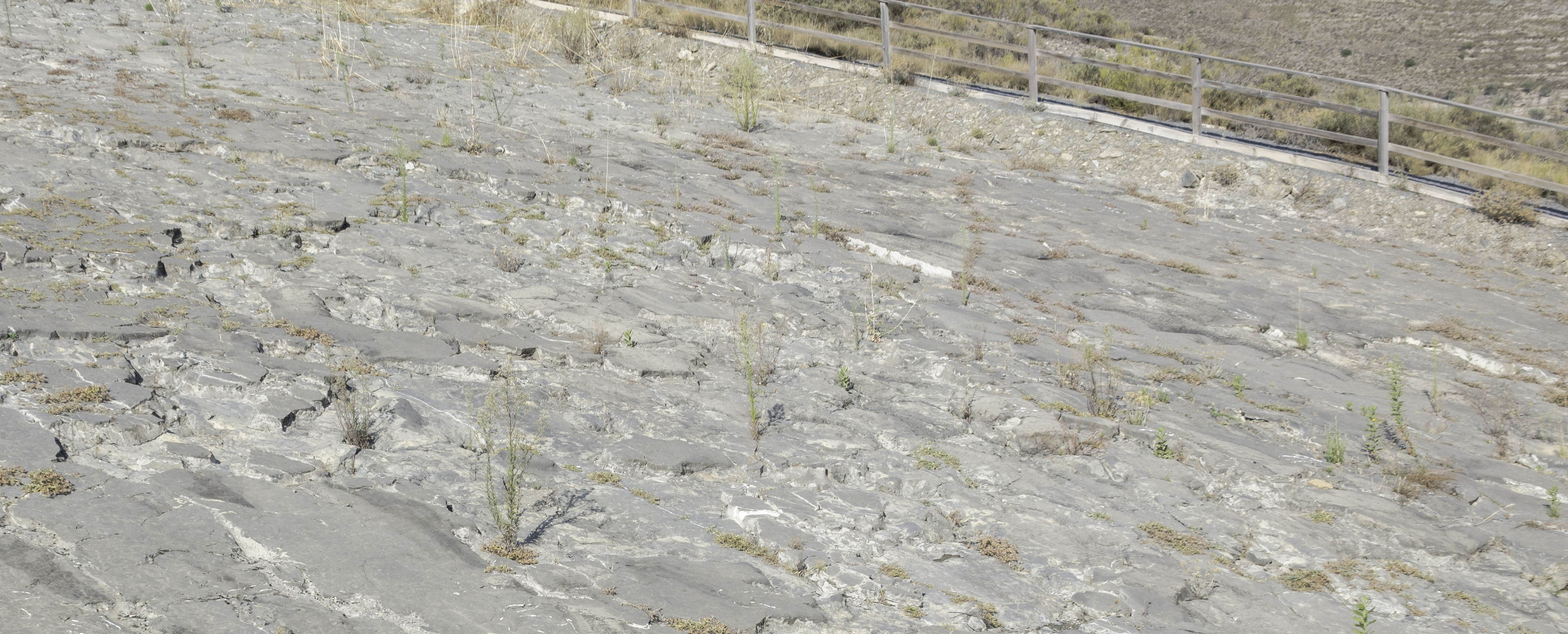
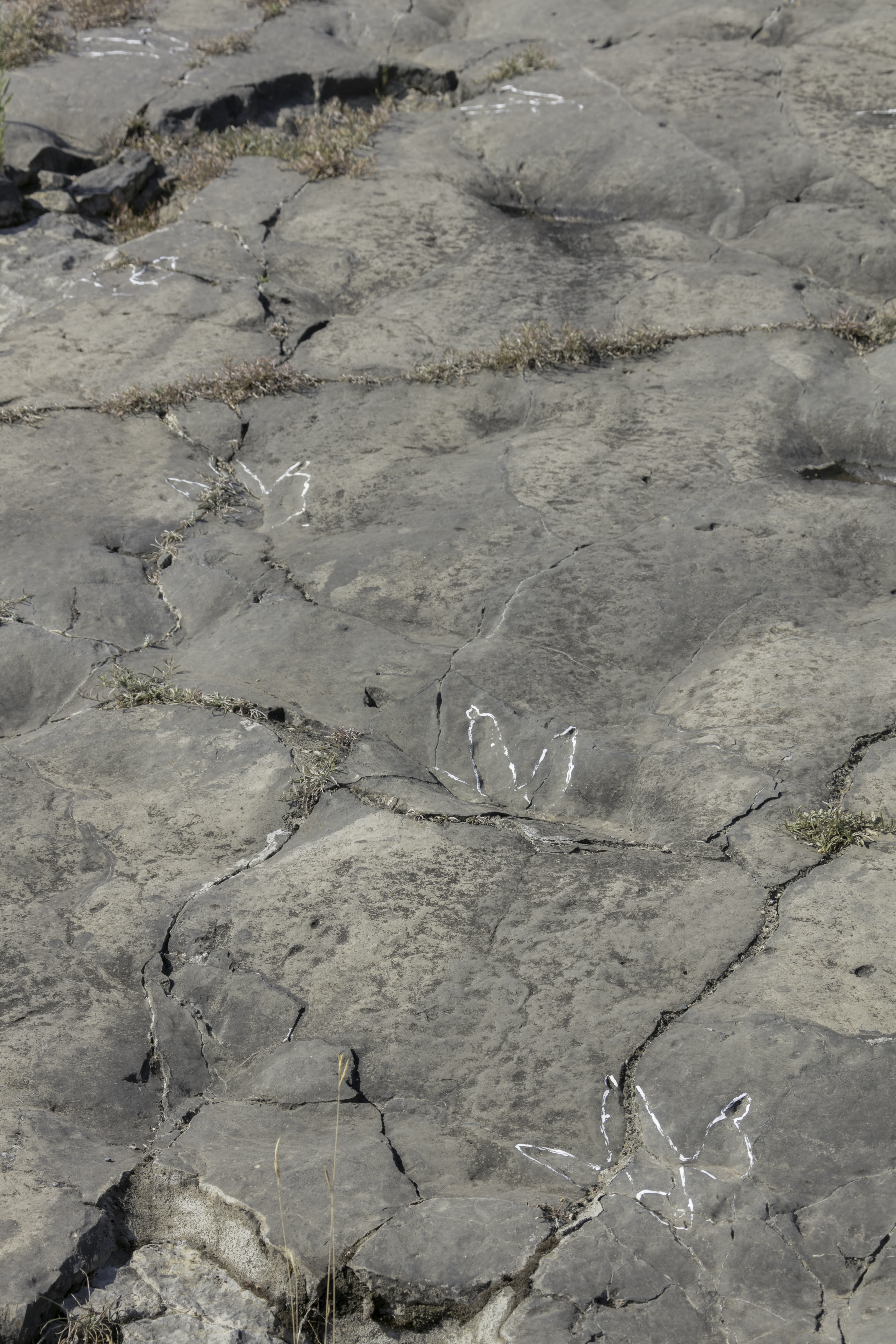
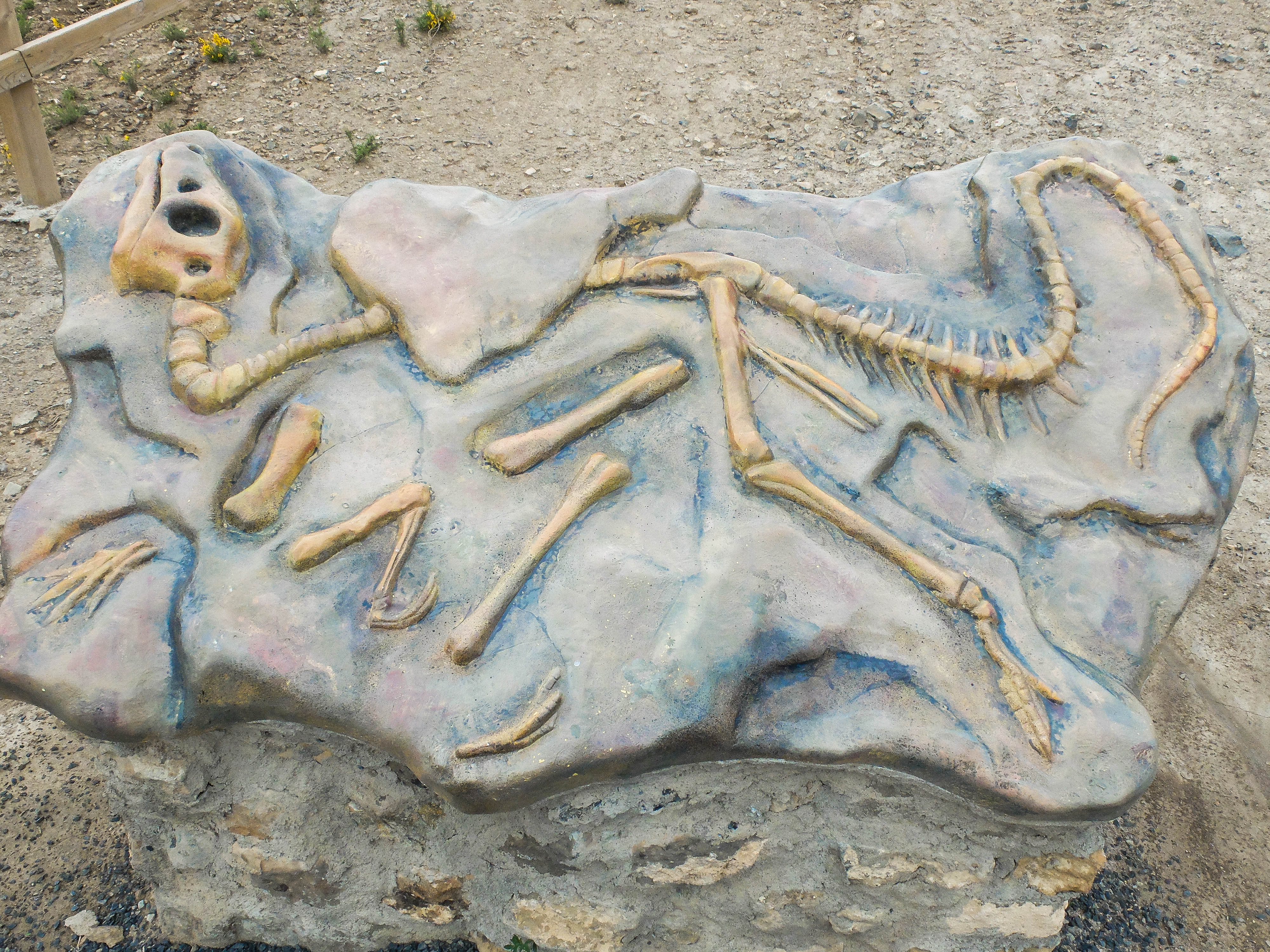
Modelo de fósil de Hypsilophodon
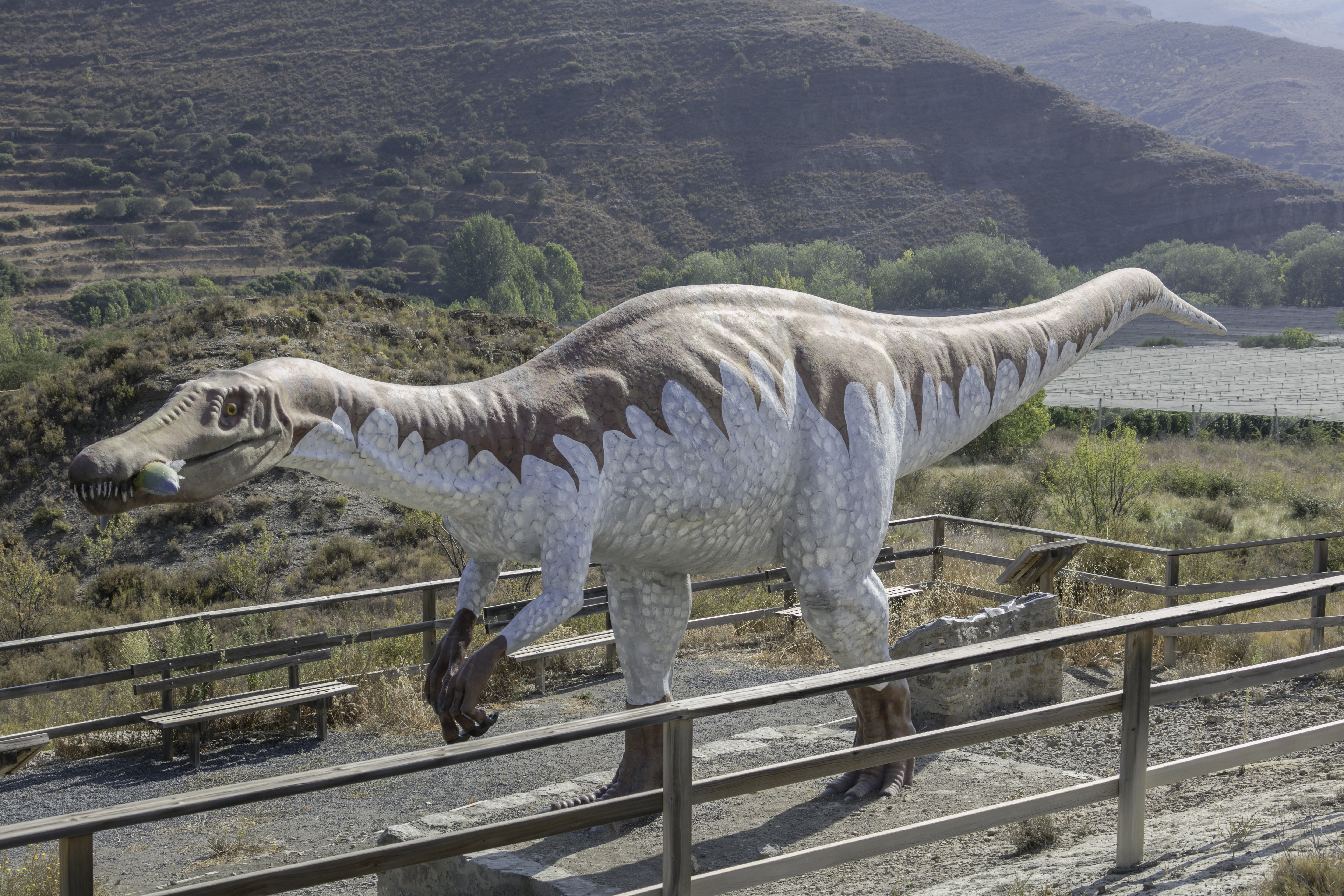
Modelo de Baryonyx cazando
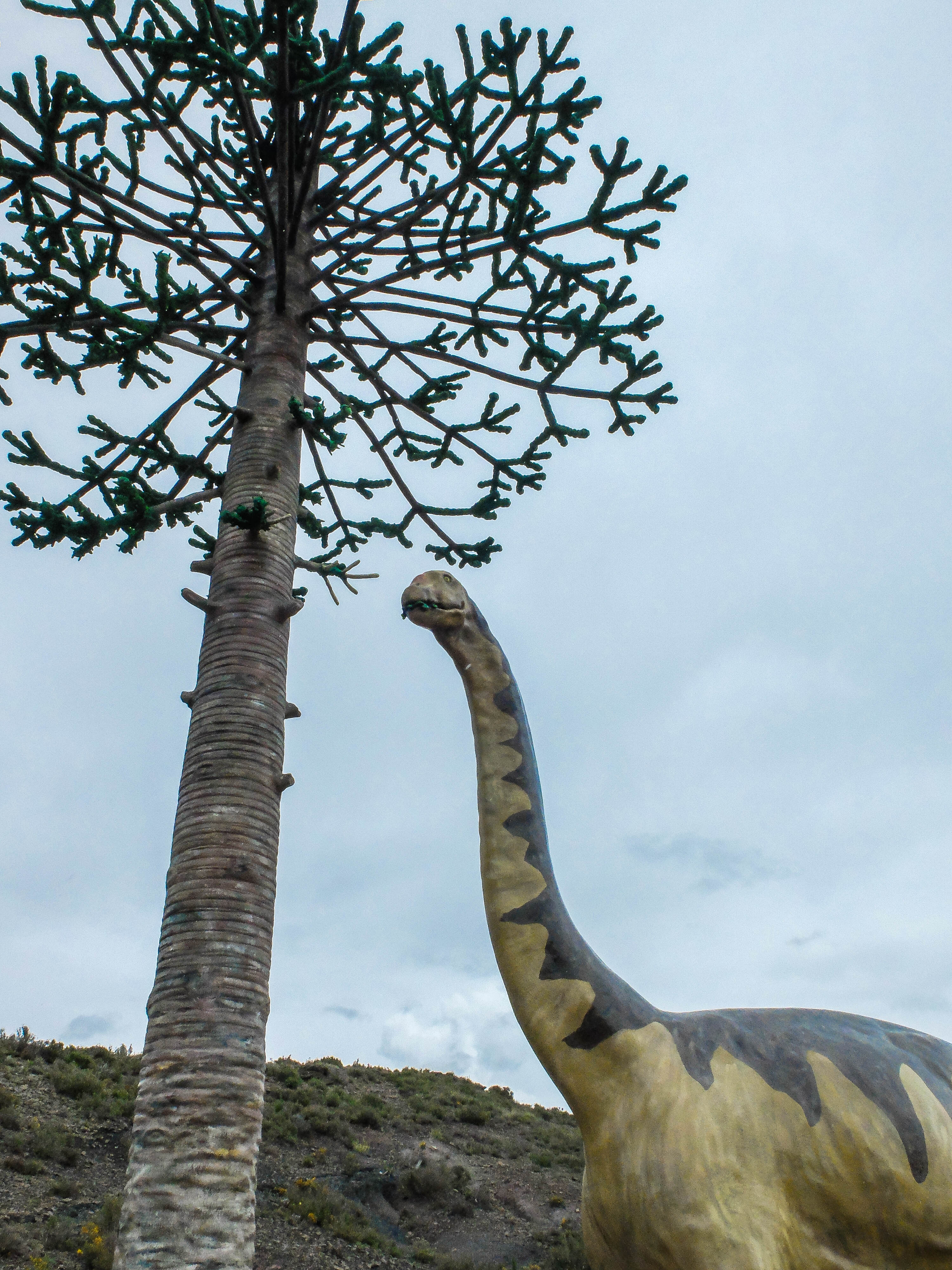
Modelo de un saurópodo y araucaria.

Yacimientos declarados como Bien de Interés Cultural el 23 de junio de 2000:
- El Villar
- Camino de Igea a Valdebrajes
- Árbol de Igea
- El Peladillo
- De la Cañada

## Centro de Interpretación Paleontológica de La Rioja
Está situado en una zona privilegiada, debido a los numerosos y ricos yacimientos localizados alrededor; en muchos casos, de carácter único a nivel mundial. Muestra de esta gran riqueza, son los restos óseos de Baryonyx e Hypsilophodon que se exponen en el Centro. Entre ellos expone una pata entera de Baryonyx que fue encontrada en 2006, la cual la Dtra. del Departamento de Paleontología del Natural History Museum de Londres, Angela C. Milner, los examinó declarando que «los restos del dinosaurio Baryonyx de Igea son únicos».
El Centro muestra un material muy completo e interesante para todas las edades, tanto niños que empiezan a conocer la historia geológica como adultos amantes de la paleontología.

El Centro abrió sus puertas el 15 de mayo de 2005, con la colaboración del Gobierno de La Rioja, las asociaciones Cultural Igeensis y Aranzadi, maestros y alumnos del colegio público de Igea y vecinos de la localidad, para ser un referente en geología y paleontología. Cumpliendo con una demanda cultural de colaboración y divulgación de los científicos, impulsando sus nuevos hallazgos y avances, llegando a ser un destino turístico de un sector tan apetecible como es, el mundo de los dinosaurios.

Imágenes del centro
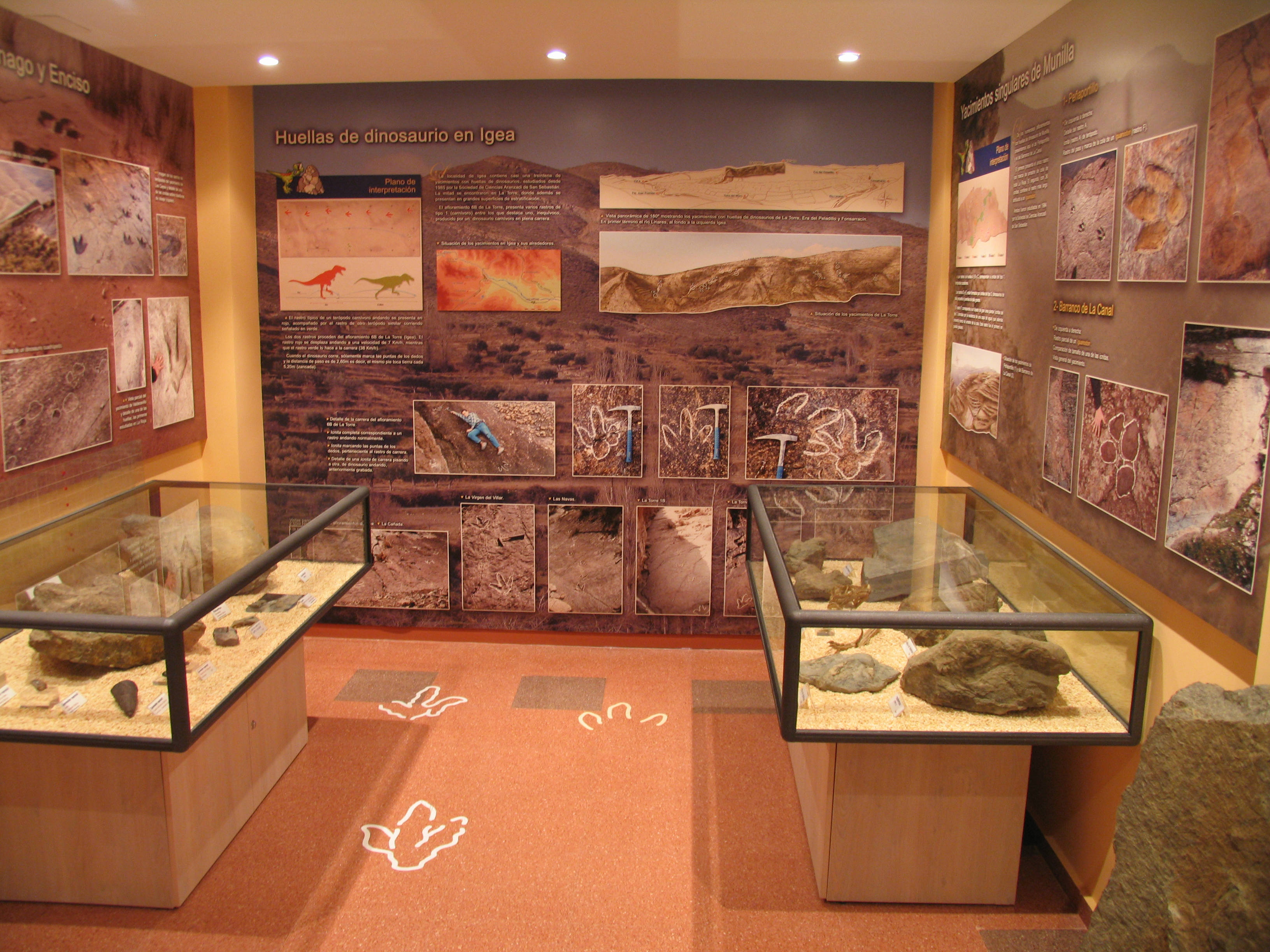
Paneles y maquetas del centro
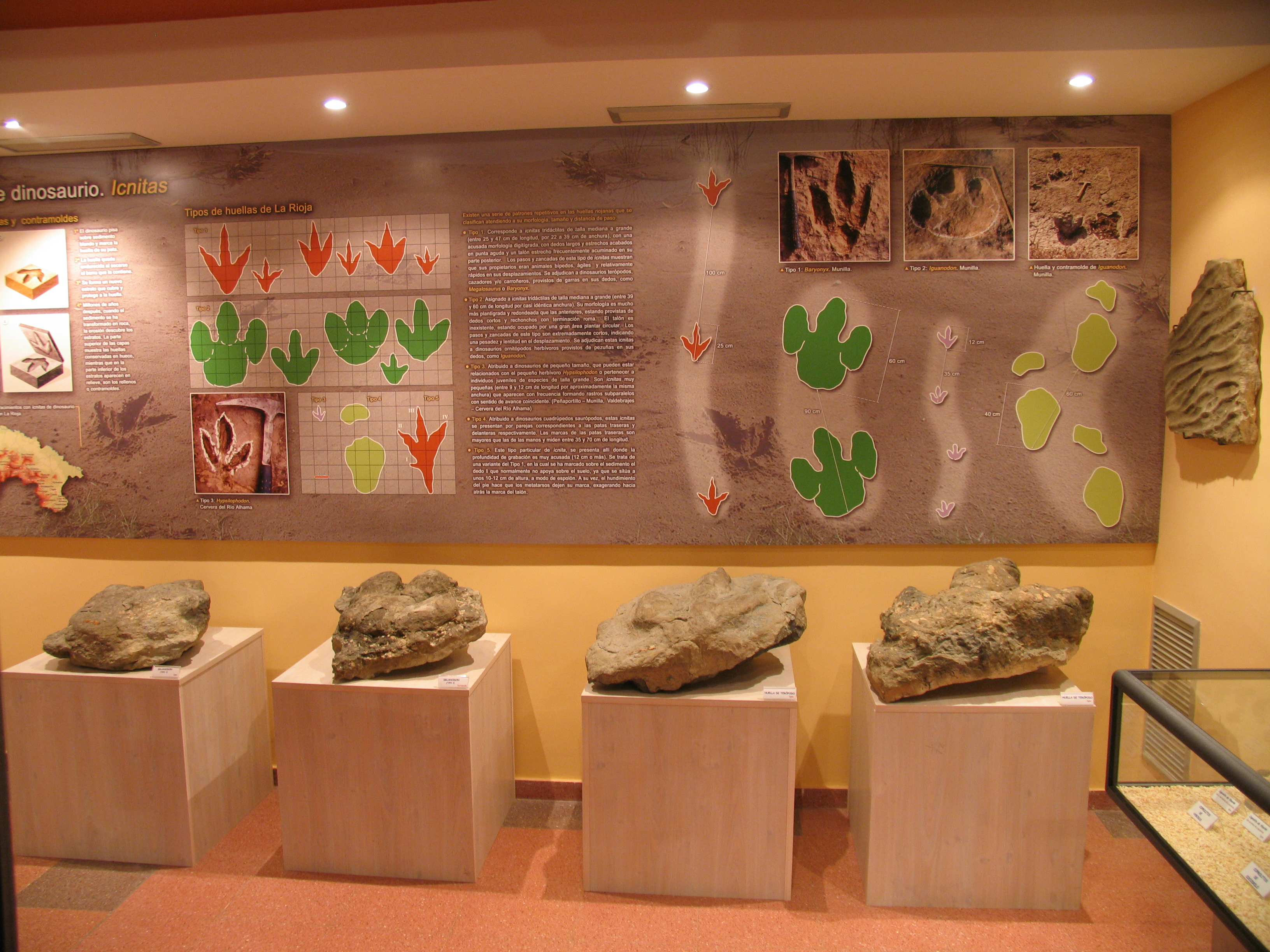
Muestras de fósiles de huellas
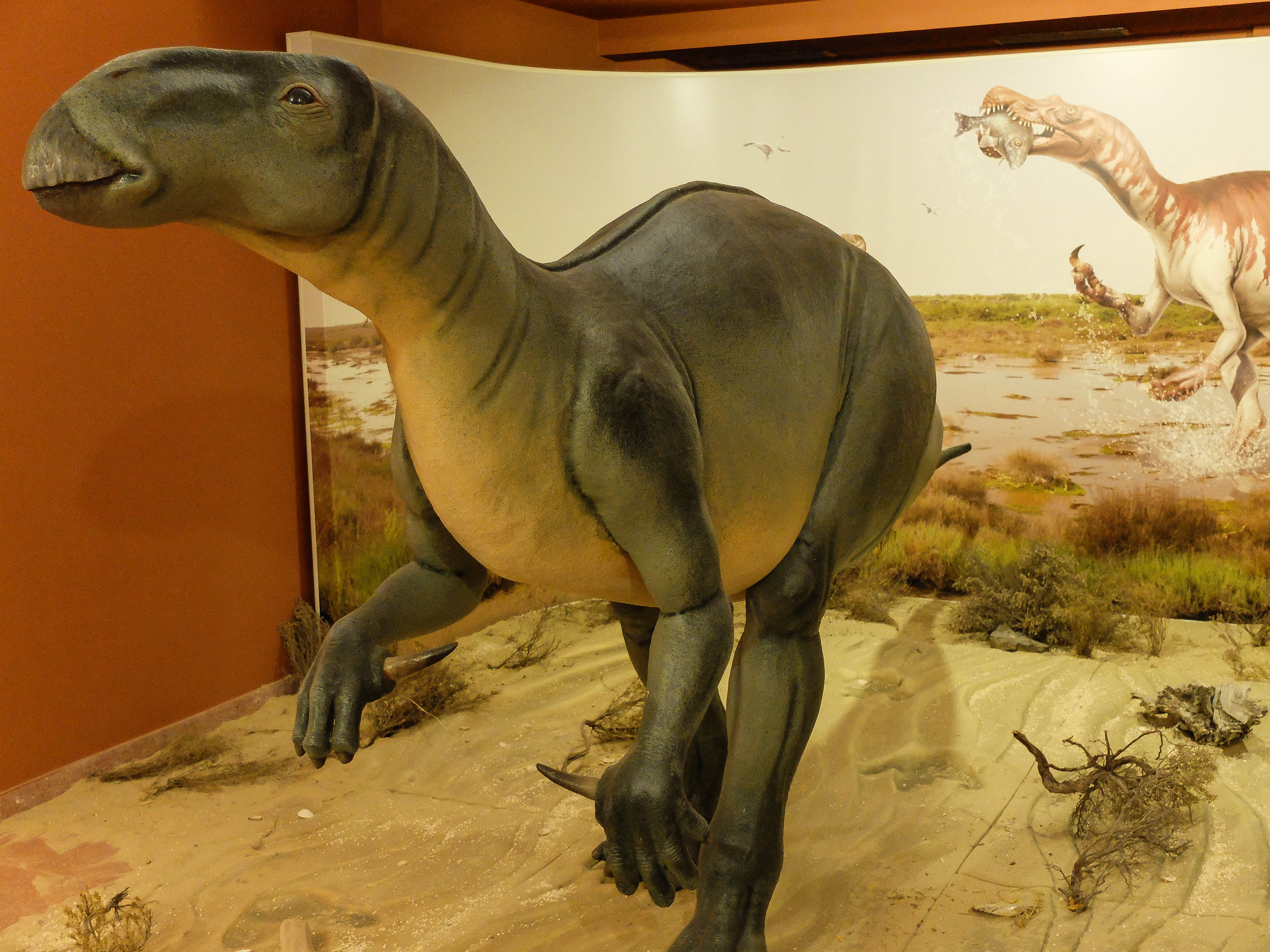
Interpretación de un Iguanodon
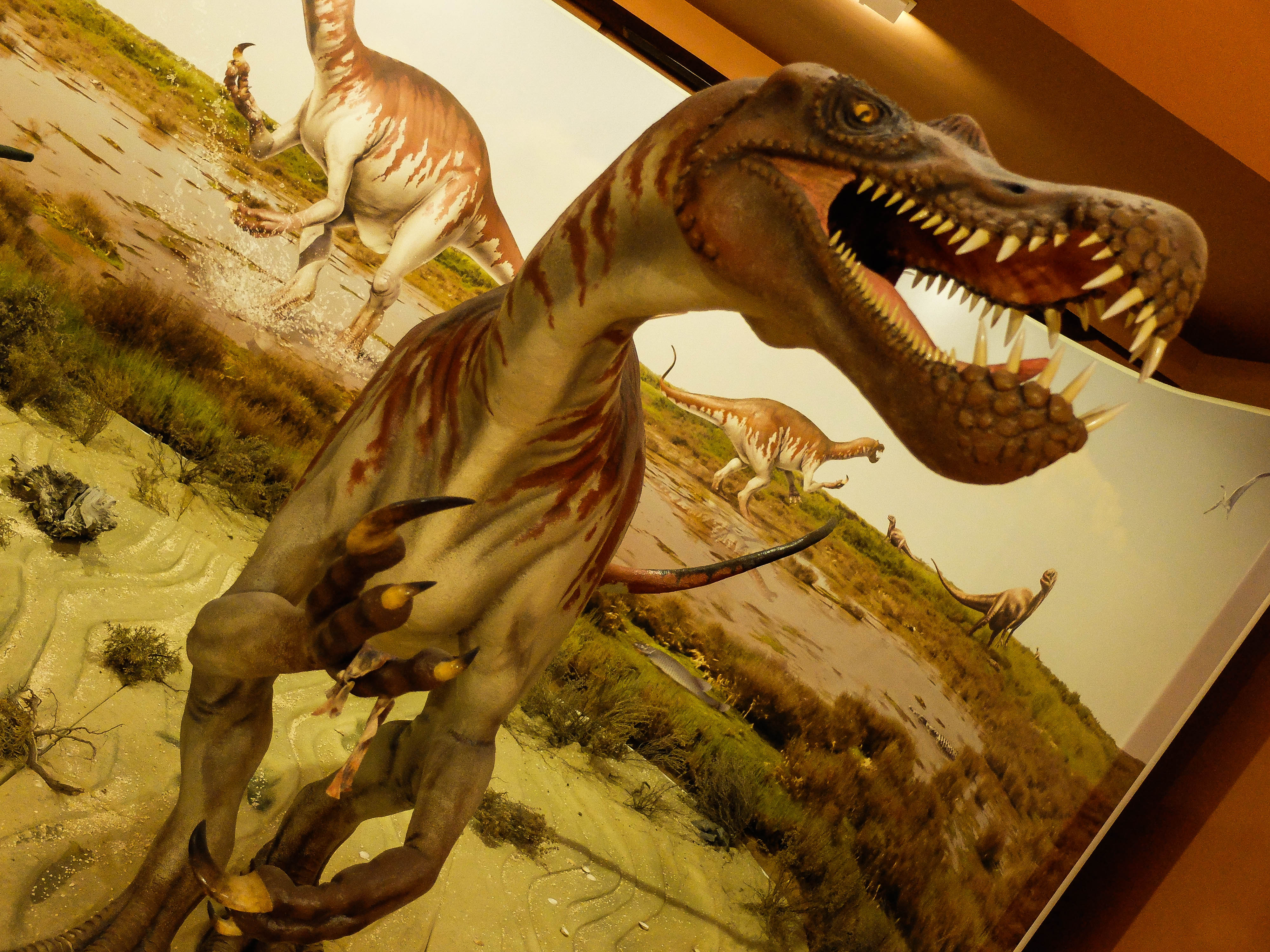
Modelo de un Baryonyx

## Palacio del Marqués de Casa Torre

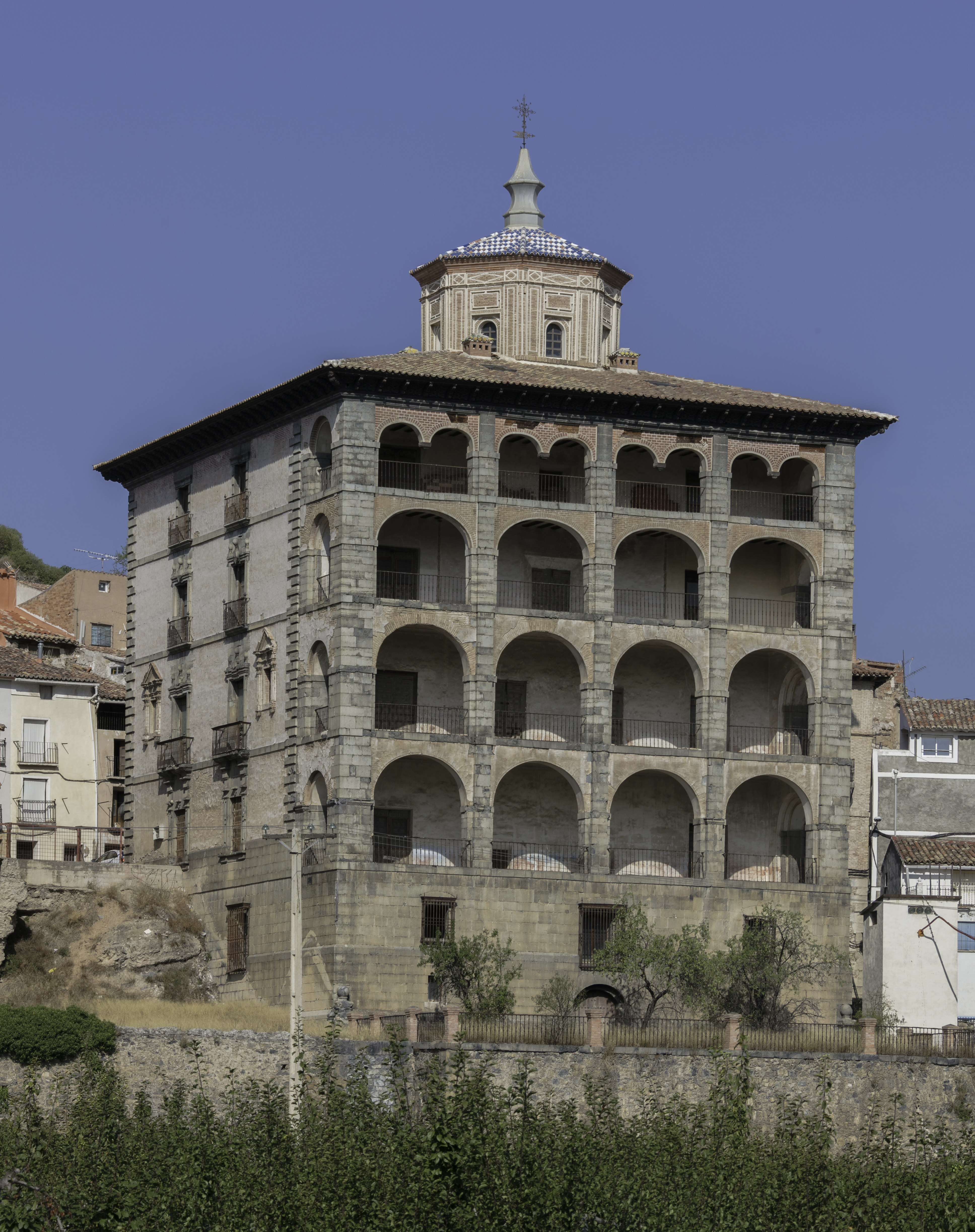
Palacio del Marqués de Casa-Torre.

Una de las construcciones civiles más importante de toda La Rioja es el palacio del marqués de Casa Torre que data del siglo XVIII y es de estilo florentino. Fue declarado Bien de Interés Cultural en la categoría de Monumento el 20 de abril de 1983.
Juan José Ovejas y Díez (1682-1732) fue corregidor (en la frontera del Perú), de San Marcos de Arica (lugar conocido actualmente como Arica). Ciudad en la que amasó una gran fortuna gracias al comercio de la plata de Potosí a la ciudad de Arica, desde donde era embarcado luego al Callao, Panamá y finalmente a la metrópoli. Es su edificio más destacado en la actualidad. 
Llegó a ser una autoridad del Perú dependiente de la Corona española. Hizo fortuna y mandó construir un palacio en su pueblo natal, Igea. Cuando volvió para contemplar el resultado de su encargo quedó decepcionado porque le pareció poco adecuado a sus expectativas. Dice la tradición oral que el constructor había realizado una casa como no la había en el pueblo y lo que le pedía ahora el marqués era una obra de tal envergadura que sería muy difícil de costear. El señor Ovejas le puso un ejemplo: tome usted este pozal y llénelo en la acequia que pasa aquí abajo (la acequia del Rincón, que además del regadío de este término abastecía al trujal que se hallaba cerca de la iglesia parroquial). Cuando regresó con el caldero lleno de agua le preguntó si había notado que el caudal de la acequia hubiese disminuido, a lo cual contestó que no. El marqués le dijo que los gastos de ese palacio que había mandado construir afectaban a sus caudales lo mismo que el cubo de agua retirado de la acequia. Se dice que tras la primera impresión, el marqués exclamó: «Esto no es un palacio: es un cagatorio de perros». Posteriormente, se realizó la obra del palacio que todos conocemos hoy en día.
Cuentan que el rey de España elogiaba las riquezas del marqués diciendo. «Conozco ovejas, pero no con tanta lana»
hay una leyenda que cuentan y dice así:el marqués, mientras se estaba construyendo el palacio, mando ocultar su gran tesoro. Cuenta la leyenda que está oculto en una de las cuatro esquinas del palacio de tal manera que si alguien llega a encontrarlo alguna vez y lo desea sacar el palacio caerá. Muchos lo han buscado y nadie lo ha encontrado con lo cual no se sabe de que se trata el tesoro, unos dicen que es un huevo de oro, otros un cofre lleno de monedas, pero hasta que no se encuentre no se sabrá si todo esto es cierto o solo una leyenda inventada como muchas otras.

## Fiestas
Las fiestas patronales se celebran en honor de la Virgen del Villar, cuya ermita-santuario está situada cerca de la carretera hacia Cornago, desde el primer viernes de septiembre hasta el siguiente domingo.
El primer fin de semana de mayo, se celebran las fiestas de la juventud.

## Hijos ilustres
- Toribio Minguella, obispo y senador.

- Juan José de Ovejas y Díez, primer marqués de Casa Torre y corregidor de San Marcos de Arica (Chile).

- Pedro María Sanz Alonso, presidente de la CCAA de La Rioja (1995-2015), vicepresidente del Senado y miembro del Consejo de Estado.

- Ángel Saéz-Benito Ortega[11] compositor de Riojano de pura cepa,Soria la gloria de España[12] y más de mil canciones .[13]

- Bernardo Álvarez (toreador)/Bernardo Álvarez, toreador del siglo XVII, cuyo nombre figura en casi todos los carteles de las corridas celebradas en la plaza de Pamplona desde 1632 a 1647.

- José de Vallejo Vivanco Hernández, arquitecto que realizó en 1678 el retablo mayor de la iglesia de la compañía de Jesús de Segovia, nacido en Igea en 1639, en 1670 fue nombrado aparejador mayor de las Obras Reales de Segovia y responsable técnico de los Reales Alcázares de Segovia, y otros edificios importantes. Era “criado del rey” que era un rango social muy alto y le eximía de impuestos.

- Nica Navas Sáez, sacerdote y misionero en Chile, nacido el día 10 de mayo de 1942, al volver a España estuvo de párroco en Vallecas y se dedicó a los demás mientras, fue sacerdote y cuando se salió, fue jardinero y reconocido como cuidador del Real Betis Balompié.

- Inocente Arévalo Garijo, centenario y vecino de la villa.